# استن (ترانه)
«استن» (Stan) ترانه‌ای است که امینم خوانندهٔ رپ آمریکایی آن را به همراه دایدو خوانده است. استن سومین تک‌آهنگ از آلبوم مارشال مترز ال‌پی است که در دسامبر ۲۰۰۰ عرضه شد. این ترانه یکی از معروف‌ترین ترانه‌های امینم است زیرا باعث شد امینم شروع قدرتمندی در آلبوم مارشال مترز ال پی داشته باشد. 
دیدو ترانه‌ای به نام متشکرم در آلبوم دوم خود دارد که این آهنگ به‌طور میکس شده بر روی استن قرار گرفته‌است.

## موضوع ترانه
استن نام شخصیت اصلی داستان آهنگ است. او پسری است که طرفدار پرو پا قرص امینم می‌باشد، و در آهنگ خطاب به او می‌گوید: «من عاشق توام. در اتاق من پر از عکس‌های توست و… .» استن دوست دختری دارد که نقش‌اش را دایدو بازی می‌کند. در داستان، استن از امینم گله می‌کند که «چرا به نامه‌هایم جواب نمی‌دهی و چرا دیروز بیرون از کنسرت به من امضا ندادی و…» و در قسمت دوم آهنگ استن دوست دخترش را درون صندوق عقب گذاشته و می‌خواهد خودش را با ماشین در رودخانه پرتاب کند.
در قسمت پایانی آهنگ امینم خطاب به استن می‌گوید (در زمانی که استن مرده است) من دیروز سرم شلوغ بود و نتوانستم برای تو صبر کنم که ناگهان چشم‌اش به روزنامه می‌افتد و داستان را در نامه برای استن بازگو می‌کند تا اینکه به نام قربانی می‌رسد و می‌گوید: «اسم او هم … استن بوده، وای نه اون تو بودی. لعنتی.»
امینم در مصاحبه‌ای گفت که شخصیت اصلی داستان (استن) را خود خلق کرده و زمانی به وجود می‌آید که متن رپ‌های او خیلی جدی گرفته شود و واقعیت ندارد.